# Coloman Ambruș
Coloman Francisc Ambruș, ortografiat uneori Ambrus Coloman sau Koloman Ambruș (n. 24 februarie 1907, Livada de Câmpie, județul Hunedoara – d. 8 aprilie 1987, Brașov), a fost un colonel român de Securitate care a îndeplinit mai multe funcții de șef de Direcții Regionale.
Între anii 1948 și 1951, din poziția de director al Direcției Regionale a Securității Timișoara, colonelul Ambruș a coordonat, alături de maiorii Aurel Moiș și Zoltán Kling, represiunea împotriva grupurilor de partizani anticomuniști din Munții Banatului și Mehedințiului, fiind vestit pentru brutalitatea sa.

## Decorații
- Medalia „A cincea aniversare a Republicii Populare Române” (24 decembrie 1952) „pentru lupta și munca duse în vederea făuririi, consolidării și prosperării Republicii Populare Române”[5]
- Ordinul „23 August” clasa a III-a (4 mai 1971) „cu prilejul aniversării a 50 de ani de la constituirea Partidului Comunist Român, [...] pentru activitate îndelungată în mișcarea muncitorească și merite deosebite în opera de construire a socialismului”[6]
- Ordinul „23 August” clasa a II-a (23 ianuarie 1978) „pentru activitate îndelungată în mișcarea muncitorească și contribuția adusă la înfăptuirea politicii partidului și statului de făurire a societății socialiste multilateral dezvoltate în patria noastră”[7]